# Tesuque (Nuevo México)
Tesuque es un lugar designado por el censo ubicado en el condado de Santa Fe en el estado estadounidense de Nuevo México. En el Censo de 2010 tenía una población de 925 habitantes y una densidad poblacional de 62,79 personas por km².

## Geografía
Tesuque se encuentra ubicado en las coordenadas 35°44′55″N 105°55′16″O / 35.74861, -105.92111. Según la Oficina del Censo de los Estados Unidos, Tesuque tiene una superficie total de 14.73 km², de la cual 14.73 km² corresponden a tierra firme y (0%) 0 km² es agua.

## Demografía
Según el censo de 2010, había 925 personas residiendo en Tesuque. La densidad de población era de 62,79 hab./km². De los 925 habitantes, Tesuque estaba compuesto por el 89.3% blancos, el 0.32% eran afroamericanos, el 0.86% eran amerindios, el 0.76% eran asiáticos, el 0% eran isleños del Pacífico, el 6.38% eran de otras razas y el 2.38% pertenecían a dos o más razas. Del total de la población el 27.24% eran hispanos o latinos de cualquier raza.